# Kup SR Jugoslavije u nogometu 1998./99.
Kup SR Jugoslavije u nogometu 1998./99. bila je sedma sezona nacionalnog kupa SRJ.
Pobjednik je bila Crvena zvezda koja je osvojila svoj sedamnaestom kup (12 Kupova maršala Tita, 5 Kupova SRJ).
Zahvaljujući uspjehu, Crvena zvezda se plasirala u Kup UEFA 1999./00.
Dana 24. ožujka 1999. počelo je NATO-ovo bombardiranje SR Jugoslavije. To je dovelo do prekida sezone 1998./99. Polufinale i finale Kupa Jugoslavije igrali su se nakon prestanka bombardiranja (s formulom pojedinačne utakmice umjesto domaćin/uzvrat).

## Sudionici
24 člana Prve lige SR Jugoslavije 1997./98. direktno su se kvalificirali. Ostalih 8 ekipa (u žutom) plasiralo se kroz lokalne kupove.
| Rang         | Vojvodina                                                         | Središnja Srbija | Kosovo                   | Crna Gora                          |
| ------------ | ----------------------------------------------------------------- | --- | ------------------------ | ---------------------------------- |
| 1. rang      | - Hajduk Kula - Proleter Zrenjanin - Spartak Subotica - Vojvodina | - OFK Beograd - Crvena zvezda Beograd - Obilić Beograd - Partizan Beograd - Rad Beograd - Radnički Kragujevac - Radnički Niš - Sartid Smederevo - Zemun - Železnik Beograd | - Priština               | - Budućnost Podgorica              |
| 2. rang      | - Bečej - ČSK Čelarevo                                            | - Borac Čačak - Budućnost Valjevo - Čukarički Beograd - Dinamo Pančevo - Loznica - Mladi radnik Požarevac - Mladost Lučani - Radnički Beograd                              | - Crvena zvezda Gnjilane | - Rudar Pljevlja - Sutjeska Nikšić |
| Niži rangovi |                                                                   | - Teleoptik Zemun - Trajal Kruševac |                          | - Mladost Podgorica                |

## Šesnaestina završnice
| Domaći sastav          |   | Gostujući sastav   | Rezultat 15. kolovoza 1998. | Napomena               |
| ---------------------- | - | ------------------ | --------------------------- | ---------------------- |
| ČSK Čelarevo           | – | Partizan           | 3:4                         |                        |
| Zemun                  | – | Loznica            | 3:2                         |                        |
| Hajduk Kula            | – | Borac Čačak        | 2:0                         |                        |
| Radnički Niš           | – | Rad                | 2:4                         |                        |
| Bečej                  | – | Spartak Subotica   | 1:2                         |                        |
| Teleoptik              | – | Sartid             | 1:2                         |                        |
| Trajal Kruševac        | – | Proleter Zrenjanin | 1:2                         |                        |
| Radnički Kragujevac    | – | OFK Beograd        | 1:0                         |                        |
| Mladost Lučani         | – | Rudar Pljevlja     | 3:0                         |                        |
| Dinamo Pančevo         | – | Priština           | 1:1 (6:5 pen.)              |                        |
| Crvena zvezda Gnjilane | – | Železnik           | 1:3                         |                        |
| Sutjeska               | – | Čukarički          | 1:1 (3:5 pen.)              | Utakmica nije priznata |
| Crvena zvezda Beograd  | – | Mladost Podgorica  | 10:1                        |                        |
| Budućnost Podgorica    | – | Budućnost Valjevo  | 2:1                         |                        |
| Mladi Radnik           | – | Vojvodina          | 0:2                         |                        |
| Obilić                 | – | Radnički Beograd   | 5:1                         |                        |
| Sutjeska               | – | Čukarički          | 0:2                         | Ponavljanje            |

## Osmina završnice
| Prva momčad         | Ukupno | Druga momčad        | 1. utakmica 1./2. rujna 1998. | 2. utakmica 22./23. rujna 1998. 6. listopada 1998. |
| ------------------- | ------ | ------------------- | ----------------------------- | -------------------------------------------------- |
| Spartak Subotica    | 3:2    | Hajduk Kula         | 3:0                           | 0:2                                                |
| Budućnost Podgorica | 2:3    | Sartid              | 2:2                           | 0:1                                                |
| Zemun               | 2:0    | Mladost Lučani      | 0:0                           | 2:0                                                |
| Železnik            | 1:11   | Crvena zvezda       | 0:4                           | 1:7                                                |
| Rad                 | 5:1    | Dinamo Pančevo      | 3:0                           | 2:1                                                |
| Partizan            | 3:0    | Radnički Kragujevac | 2:0                           | 1:0                                                |
| Proleter Zrenjanin  | 3:5    | Vojvodina           | 2:4                           | 2:1                                                |
| Čukarički           | 0:3    | Obilić              | 0:1                           | 0:2                                                |

## Četvrtzavršnica
| Prva momčad      | Ukupno | Druga momčad  | 1. utakmica 10. listopada 1998. | 2. utakmica 27./28. listopada 1998. |
| ---------------- | ------ | ------------- | ------------------------------- | ----------------------------------- |
| Vojvodina        | 2:1    | Rad           | 1:0                             | 1:1                                 |
| Spartak Subotica | 2:5    | Crvena zvezda | 0:4                             | 1:3                                 |
| Partizan         | 7:1    | Zemun         | 3:0                             | 4:1                                 |
| Sartid           | 2:7    | Obilić        | 1:3                             | 1:4                                 |

## Završna faza
Početkom NATO-ovog bombardiranja SR Jugoslavije prekinute su sve sportske aktivnosti. Nakon završetka bombardiranja moglo se razmišljati o nastavku natjecanja. Stoga je u lipnju 1999. godine odlučeno da se u polufinalu i finalu Kupa SR Jugoslavije, zbog nedostatka termina, igra samo jedna utakmica, i to u kratkom razmaku: polufinale 23. lipnja, a finale 26. lipnja. Ždrijeb je u polufinalu spojio Partizan i Obilić, a u drugom susretu Vojvodinu i Crvenu zvezdu.
| Poluzavršnica | Poluzavršnica | Poluzavršnica | 23. lipnja 1999. |
| Partizan      | –             | Obilić        | 1:0              |
| Vojvodina     | –             | Crvena zvezda | 0:2              |
| Završnica     | Završnica     | Završnica     | 26. lipnja 1999. |
| Crvena zvezda | –             | Partizan      | 4:2              |

### Poluzavršnica
| 23. lipnja 1999. |             |        |                                                                                  |
| Partizan         | 1:0         | Obilić | Stadion Partizana, Beograd Broj gledatelja: 5.000 Sudac: Dejan Delević (Beograd) |
| Kežman 5'        | (izvještaj) |        | Stadion Partizana, Beograd Broj gledatelja: 5.000 Sudac: Dejan Delević (Beograd) |

| 23. lipnja 1999. |             |                              |                                                                                     |
| Vojvodina        | 0:2         | Crvena zvezda                | Gradski stadion, Novi Sad Broj gledatelja: 10.000 Sudac: Dragan Tripković (Valjevo) |
|                  | (izvještaj) | 32' (pen.) Škorić 70' Drulić | Gradski stadion, Novi Sad Broj gledatelja: 10.000 Sudac: Dragan Tripković (Valjevo) |

### Završnica
| 26. lipnja 1999.                                |             |                               |                                                                                             |
| Crvena zvezda                                   | 4:2         | Partizan                      | Stadion Crvena zvezda, Beograd Broj gledatelja: 35.000 Sudac: Krstivoje Filipović (Beograd) |
| Škorić 16' 62' (pen.) Pjanović 18' Gojković 86' | (izvještaj) | 37' (pen.) Rašović 45' Kežman | Stadion Crvena zvezda, Beograd Broj gledatelja: 35.000 Sudac: Krstivoje Filipović (Beograd) |

| Crvena zvezda | Partizan |

|                 |  |                   |     |
|                 |  |                   |     |
| G               |  | Aleksandar Kocić  |     |
| B               |  | Ivan Dudić        |     |
| B               |  | Nikoslav Bjegović |     |
| N               |  | Nenad Miljković   | 46' |
| B               |  | Milivoje Vitakić  |     |
| B               |  | Goran Bunjevčević |     |
| V               |  | Dalibor Škorić    |     |
| V               |  | Branko Bošković   | 89' |
| N               |  | Goran Drulić      |     |
| N               |  | Jovan Gojković    |     |
| N               |  | Mihailo Pjanović  | 83' |
| Izmjene:        |  |                   |     |
| V               |  | Dejan Ilić        | 46' |
| V               |  | Srđan Bajčetić    | 83' |
| N               |  | Dragan Mićić      | 89' |
| Trener          |  |                   |     |
| Vojin Lazarević |  |                   |     |

|               |  |                       |     |
|               |  |                       |     |
| G             |  | Radiša Ilić           |     |
| B             |  | Vuk Rašović           |     |
| B             |  | Branko Savić          |     |
| B             |  | Mladen Krstajić       |     |
| B             |  | Milan Stojanovski     | 77' |
| B             |  | Aleksandar Stanojević |     |
| V             |  | Vladimir Ivić         |     |
| V             |  | Saša Ilić             |     |
| V             |  | Đorđe Tomić           | 77' |
| N             |  | Nenad Bjeković        |     |
| N             |  | Mateja Kežman         |     |
| Izmjene:      |  |                       |     |
| V             |  | Ljubiša Ranković      | 77' |
| N             |  | Ivica Iliev           | 77' |
| Trener:       |  |                       |     |
| Miodrag Ješić |  |                       |     |

## Poveznice
- Prva liga SR Jugoslavije 1998./99.
- Druga liga SR Jugoslavije 1998./99.
- Rat na Kosovu
- NATO-ovo bombardiranje SRJ

## Vanjske poveznice
- rsssf.org
- Former Yugoslav Soccer
- RAT, RASPAD SFR JUGOSLAVIJE, SANKCIJE
- Jugoslavija - Detalji finala Kupa 1947.-2001